# Flaga Bermudów
Flaga Bermudów – flaga państwowa mająca postać czerwonej bandery brytyjskiej (tzw. „Red Ensign”). W lewym górnym rogu „Union Jack”, w części swobodnej herb trzymany przez gryfa nadany 4 października 1910. Przedstawia wrak statku „Sea Venture” – na jego pokładzie przypłynęli na Bermudy pierwsi osadnicy.
Przyjęta została 4 października 1910. Proporcje 1:2.